# Louis Seigner
Louis Seigner (Saint-Chef, 23 de junho de 1903 – Paris, 20 de janeiro de 1991) foi um ator francês.

## Filmografia
| Ano  | Título                    |
| ---- | ------------------------- |
| 1982 | Les Misérables            |
| 1975 | Section spéciale          |
| 1975 | Bons baisers de Hong Kong |
| 1964 | Les amitiés particulières |
| 1962 | Eclipse                   |
| 1960 | The Truth                 |
| 1955 | Girls of Today            |
| 1954 | The Count of Monte Cristo |
| 1953 | Les Amants de minuit      |
| 1952 | Judgement of God          |
| 1952 | The Long Teeth            |
| 1952 | Holiday for Henrietta     |
| 1951 | Le Dindon                 |
| 1950 | A Certain Mister          |
| 1948 | Man to Men                |
| 1948 | La chartreuse de Parme    |
| 1946 | A Lover's Return          |
| 1946 | Patrie                    |
| 1943 | Le Corbeau                |
| 1943 | Angels of the Streets     |
| 1939 | Entente cordiale          |